# Rue du Tapis-Vert
Pour les articles homonymes, voir Tapis vert.
La rue Tapis-Vert est une voie située dans le 1er arrondissement de Marseille. 

## Situation et accès
Elle va de la place des Capucines au cours Belsunce.

## Origine du nom
La rue tiendrait son nom d’un de ses anciens commerçants. Au XVIIIe siècle, l’un des marchands de la rue avait pour habitude d’étendre un tapis de couleur verte à sa fenêtre, qui lui servait en d’enseigne.

## Historique
Entre cette rue et la Canebière se trouvait le couvent des frères Mineurs construit en 1215 où a été enterré Saint Louis d'Anjou. Ce couvent a été détruit en 1524 pour faciliter la défense de la ville lors du siège de Charles III de Bourbon, connétable aux ordres de Charles Quint.
Auparavant nommée « rue Saint-Louis », elle est renommée « rue Tapis-Vert ».
Toutefois, un document des Archives municipales de Marseille (HH 397), de novembre 1701, fait déjà état de la « rue du Tapis-Vert » et ne semble pas la considérer comme nouvelle...

## Bâtiments remarquables et lieux de mémoire
- Au n° 22, façade de l’ancien couvent des récollettes dans lequel s’installèrent les pères de la Merci qui, comme les Trinitaires, rachetaient les captifs. Cette congrégation des pères de la Merci est supprimée en 1787. Les locaux de ce couvent furent réaménagés  en 1788 pour y installer la première Monnaie de Marseille[2].
- Au n° 41 maison de l’historien Antoine de Ruffi.
- Au n° 44 façade baroque de l’Église de la Mission de France.

### Activités
Cette rue est essentiellement commerçante.